# Gary Daniels
Gary Edward Daniels, (Londres, 9 de maig de 1963) és un actor que practica les arts marcials. És també un antic kickboxer.

## Biografia
Molt jove, Gary s'entusiasma pel cinema d'arts marcials: «He volgut fer cinema des de l'edat de 8/9 anys. He vist un tràiler d'una pel·lícula de Bruce Lee i he sabut immediatament que era el que volia fer.». Abans de ser actor, Gary es defineix com a artista d'arts marcials: comença molt aviat a estudiar kung-fu, després taekwondo, i obté, als 16 anys, un cinturó negre en aquesta última disciplina. Practica llavors el kickboxing, amb el qual s'incorpora a una federació professional, fa 26 combats i guanya 22 victòries (21 per KO) i 4 derrotes. Marxa als Estats Units per perfeccionar-se en arts marcials, i intenta igualment accedir al seu somni fent-se actor. Obté alguns petits papers en sèries de televisió com Dos policies a Miami.
Però és en el cinema d'acció de poc pressupost on Gary pujarà ràpidament: després d'una estada de dos anys a les Filipines al final dels anys 1980, on es casa i roda dues pel·lícules desconegudes (Final Reprisal, realitzat per Teddy Page i The Secret of King Mahis Island, realitzat per Jim Gaines), obté finalment la seva oportunitat als Estats Units. Gràcies al seu contacte amb el productor xino-filipí K.Y. Lim, patró de Kinavesa, Gary es posa en contacte amb la societat americana Cine Excel, en negocis amb Lim, i obté el primer paper en Capital Punishment, catastròfic film dolent, on es contracta igualment un David Carradine en el fons de l'abisme. Gary fa el seu millor paper i el manté valentament malgrat escenes d'acció majoritàriament coregrafiades (a excepció del combat final).
Gary Daniels enllaça llavors amb pel·lícules rodades de nou a les Filipines, i prova igualment a Hong Kong. Se'l veu així a Niki Larson on fa el paper d'un esbirro del gran dolent (Richard Norton). En un moment donat, s'enfronta a Jackie Chan.
Després d'haver realitzat un dels seus somnis de nen rodant amb Jackie Chan, Gary roda encara una pel·lícula a Hong Kong, després no hi torna, els papers per a actors gweilos (blancs) són limitats. De tornada als Estats Units, fa algunes aparicions. Es veu així en esbirro de Lance Henriksen a Knights, després torna als primers papers, amb sobretot el de l'heroi de l'adaptació lliure del manga Hokuto no Ken.
Gary Daniels fa papers sense interès com Jeff Wincott, Don the dragon Wilson i Cynthia Rothrock, Gary enllaça els estrenades en vídeo, amb Heatseeker, Rage o Full Impact. Alhora, millora aproximadament poc el seu treball d'actor, sense atènyer però nivells oscaritzables.
Retroba igualment Cine Excel, per a qui ja havia treballat a Capital Punishment, per a les necessitats de la pel·lícula Pocket Ninjas, pel·lícula d'acció per a nens.
Malgrat una temporada pel mercat de la Sèrie b, Gary continua a principis del segle xxi rodant amb regularitat. La seva carrera continua estant tanmateix bloquejada al del cinema de segona, fins i tot de tercera zona. El 2005, jutjant sens dubte que no s'ha de canviar a un equip que perd, treballa de nou per a Cine Excel amb Reptilicant, mena de Predator situat no a la jungla, sinó a la presó d'Alcatraz. Passant del rèptil a la balena, Gary apareix llavors a Trampa en Aigües Profundes, amb Steven Seagal.
El 2009, Gary fa el paper de Bryan Fury a la pel·lícula Tekken, treta del videojoc d'èxit.

## Filmografia
| Any  | Pel·lícula             | Paper               | Director           | Notes |
| ---- | ---------------------- | ------------------- | ------------------ | ----- |
| 1992 | Niki Larson            | Kim (Ken)           | Wong Jing          |       |
| 1993 | Firepower              | Sledge              | Richard Pepin      |       |
| 1995 | Hokuto no Ken          | Kenshiro            | Tony Randel        |       |
| 1997 | Spoiler                | Roger Mason         | Luca Bercovici     |       |
| 1997 | Retrocés (pel·lícula)  | Detectiu Ray Morgan | Art Camacho        |       |
| 2000 | Cold Harvest           | Roland/Oliver       | Isaac Florentine   |       |
| 2005 | Submergits (Submerged) | el Coronel Sharpe   | Anthony Hickox     |       |
| 2008 | The Line               | Martin              | James Cotten       |       |
| 2010 | The Expendables        | The Brit            | Sylvester Stallone |       |
| 2011 | The Expendables 2      | The Brit            |                    |       |